# 남동부뒤쥐
남동부뒤쥐(Sorex longirostris)는 땃쥐과에 속하는 포유류의 일종이다. 미국 남동부 지역에서 발견된다.

## 아종
- Sorex longirostris longirostris
- Sorex longirostris eonis
- Sorex longirostris fisheri